# يوسف محمد إسماعيل
يوسف محمد إسماعيل (بالصومالية: Yuusuf Maxamed Ismaaciil)‏ هو دبلوماسي وسياسي صومالي، ولد في 11 سبتمبر 1960 في الصومال، وتوفي في 27 مارس 2015 في نفس البلد. حزبياً، نشط في مستقل.